# Кацевич Семен Михайлович
Каце́вич Семен Михайлович (8 січня 1926, Баку — 12 грудня 2003, Харків) — український живописець. Учасник 2-ї Світової війни. Закінчив Харківське художнє училище (1947—52), де навчався у Б. Вакса та М. Сліпченка, навчався у Москві в майстерні Бориса Сергійовича Отарова. Працював монументалістом Харківського художньо-виробничого комбінату (1952–92).
Член Спілки художників України з 1993 року. Учасник республіканських, всеукраїнських, всесоюзних, міжнародних та зарубіжних виставок з 1973 року. 
Персональна виставки: Харків — 1992, 2002.
Ннефігуративний живопис С. Кацевича  постмодерністичного напряму, в якому є динамічність та експресивність кольору. Семен Михайлович використовував переважно сіро-блакитну і червоно-коричневу гами). Окремі роботи зберігаються у Сумському і Харківському художніх музеях.

## Відомі твори
- «Над морем» (1961);
- «Блакитна річка» (1977);
- «Сонячний Гурзуф» (1979);
- «У вихорі танцю» (1980);
- «У Криму» (1981);
- «До вечірньої молитви», «У храмі» (обидва – 1987);
- «Бесіда у дорозі» (1988);
- «Кришталевий острів» (1989);
- «Блакитна рапсодія», «Казка»[1] (обидва – 1990);
- «Суперниця» (1991);
- «Вечеря короля», «Аркан», «Посвята К. Сомову» (усі – 1992);
- «Оглядини» (1993);
- «На балу» (1994);
- «До інших світів» (1996)[2];
- «Рожеве зачарування» (1998);
- «Автопортрет», «Роздуми»[3], «Геноцид» (усі – 1999);
- «Орхідея», «Імпровізація (Кармен)», «Напруження» (усі – 2000);
- «Дружина» (2003).